# Annemarie
Annemarie (女王陛下のプティアンジェ, Joō-heika no Puti Anje, letterlijk Haar Majesteits Petite Angie) is een Japanse animeserie uit 1977 geproduceerd door Nippon Animation. De reeks begon in Nederland op 28 oktober 1981 en eindigde op 23 mei 1984.